# Santiago de Alcántara
Santiago de Alcántara település Spanyolországban, Cáceres tartományban. Santiago de Alcántara Carbajo, Membrío, Valencia de Alcántara, Herrera de Alcántara, Idanha-a-Nova és Castelo Branco községekkel határos. Lakosainak száma 465 fő (2024).

## Népesség
A település népessége az elmúlt években az alábbi módon változott:
| Lakosok száma | 758  | 705  | 724  | 685  | 634  | 585  | 563  | 523  | 488  | 465  |
|               | 2001 | 2004 | 2006 | 2009 | 2011 | 2014 | 2016 | 2019 | 2021 | 2024 |